# Pierre de Gaulle

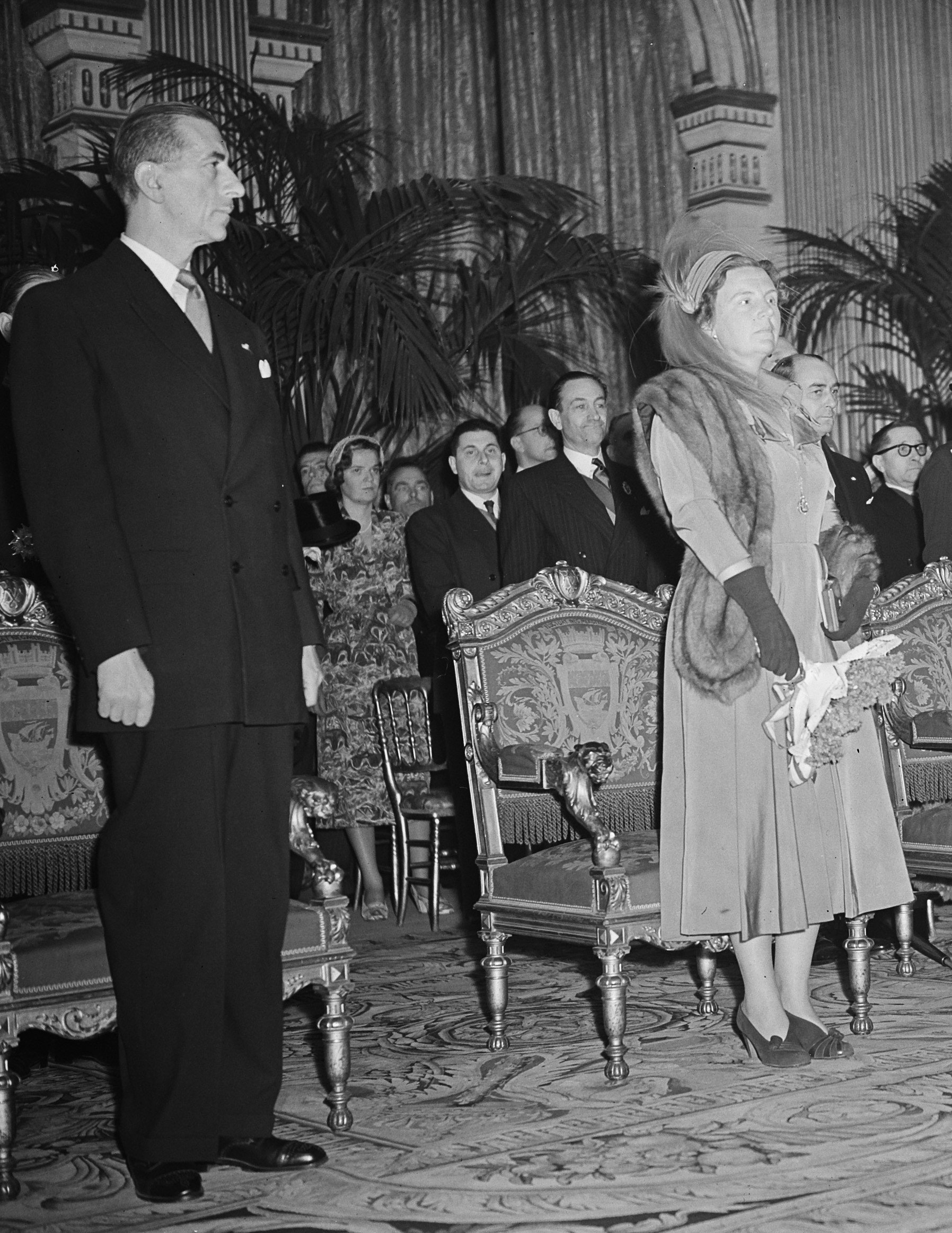
Imagen de Pierre de Gaule junto a la reina Juliana de Holanda el 23 de mayo de 1950.

Pierre de Gaulle, (París, 22 de marzo de 1897 - Neuilly-sur-Seine, 26 de diciembre de 1959, 62 años), político francés, hermano del general Charles de Gaulle.
Realizó estudios de derecho y ciencias políticas y posteriormente entró a trabajar en 1921 en el banco de la Unión parisiense, del que llegó a ser codirector de la rama lionesa.
Participó en la I Guerra Mundial como subteniente de artillería y también en la segunda, esta vez como comandante de una batería de artillería. También colaboró con la resistencia, por lo que fue detenido por los alemanes y enviado a Eisenberg (actual República Checa). Finalmente fue liberado por los aliados y de regreso en Francia reanudó su trabajo en el banco.
Su hermano, el general de Gaulle le convenció para que formara parte en su aventura política en el RPF (Reunión del Pueblo Francés). Resultó elegido en la comisión del gobierno de París y presidió la asamblea municipal de la capital hasta 1951. De 1948 a 1951 fue miembro del Consejo de la República. De 1951 a 1956 representó al RPF en la Asamblea Nacional y presidió el grupo parlamentario. Mostró su apoyo a las leyes propuestas por André Marie y Charles Barangé en favor de la enseñanza libre.
Fue comisario general de la sección francesa en la Exposición Universal de Bruselas.
Falleció a causa de una rotura de aneurisma durante una visita al Palacio del Elíseo, casi a punto de contar con 63 años.
- Datos: Q3387553
- Multimedia: Pierre de Gaulle / Q3387553